# Palpomyia murina
Palpomyia murina är en tvåvingeart som beskrevs av Jean-Jacques Kieffer 1921. Palpomyia murina ingår i släktet Palpomyia och familjen svidknott.
Artens utbredningsområde är Taiwan. Inga underarter finns listade i Catalogue of Life.